# پل باکل
پل باکل (انگلیسی: Paul Buckle؛ زادهٔ ۱۶ دسامبر ۱۹۷۰) بازیکن فوتبال اهل بریتانیا است.
از باشگاه‌هایی که در آن بازی کرده‌است می‌توان به باشگاه فوتبال کولچستر یونایتد، باشگاه فوتبال ویموث، باشگاه فوتبال تورکی یونایتد، باشگاه فوتبال اکستر سیتی، باشگاه فوتبال تیورتون تاون، باشگاه فوتبال برنتفورد، باشگاه فوتبال نورث‌همپتون تاون، باشگاه فوتبال وایکام واندررز، و باشگاه فوتبال آلدرشات تاون اشاره کرد.
وی همچنین در تیم ملی فوتبال England Youth بازی کرده‌است.